# Edvard Westerlund
Edvard Westerlund (n. 1 februarie 1901, Helsingfors, Imperiul Rus – d. 7 decembrie 1982, Helsingfors, Finlanda) a fost un luptător ce a reprezentat Finlanda, medaliat olimpic. A participat la 3 ediții ale Jocurilor Olimpice (1924, 1928, 1936) în care a câștigat o medalie de aur și o medalie de bronz.